# Partido Nuevo Triunfo
Le Partido Nuevo Triunfo (PNT) est un groupe politique argentin créé le 14 mars 1990 et dirigé par Alejandro Biondini. Il a été dissout le 17 mars 2009 lorsque la Cour suprême de justice de la nation a confirmé qu'elle ne lui reconnaîtrait pas le statut de parti politique, en raison de considérations relatives au caractère nazi et antisémite du groupe. Les dirigeants nient cette accusation, affirmant à la place une identité nationaliste et antisioniste et avaient fait appel de la décision de la chambre électorale devant la Cour suprême de justice d'Argentine, qui avait également rejeté l'appel. statut juridique le 17 mars 2009, considérant que « ceux qui encourent l'apologie de la haine et, indirectement, incitent à la violence » ne peuvent être légitimés en tant que parti politique. Compte tenu du rejet définitif de la demande d'approbation du parti, pour les lois argentines, il n’aurait pas été possible de demander à nouveau l’approbation de ce groupe politique.

## Caractéristiques
Le groupe est issu d'un autre groupe, également fondé par Biondini, appelé Alerta Nacional. Ce groupe avait été créé en 1984 et fonctionnait comme une division du Parti justicialiste. Après la dissolution de celui-ci, le parti PNT a été fondé, tout d'abord sous le nom de Partido Nacionalista de los Trabajadores (Parti ouvrier nationaliste).
Le symbole officiel du parti est le Siete de San Cayetano, employeur des travailleurs, encadré de deux drapeaux argentins croisés.
Lors des élections législatives d'octobre 2005, certains de ses membres étaient candidats au parti nationaliste Acción Ciudadana, à savoir Alejandro Biondini (fils) et Alicia Quinodoz de Biondini (épouse de Biondini). La liste des députés nationaux était dirigée par Jorge Colotto, ancien commissaire général de la police fédérale argentine et directeur de la sécurité du conseil de délibération de la ville de Buenos Aires dans les années 1990.
Il est proche de l'organisation néonazie chilienne Patria Nueva Sociedad (PNS), dont elle participe au congrès mondial néonazi en avril 2000. En septembre 2000, Alexis López (es), fondateur du PNS, intervient lors d'un rassemblement du PNT afin de soutenir la candidature présidentielle d'Alejandro Biondini. En 2005, leurs relations se refroidissent en raison de l'invitation par le PNS d'Israël Shamir à une conférence, que le PNT tient pour « un sioniste », bien qu'il ne soit ni sioniste ni même juif.

## Filiation idéologique
En 2003, ce groupe a demandé à la justice électorale d’accorder un statut juridique. Le juge Rodolfo Canicoba Corral s'est prononcé contre l'attribution d'un statut juridique au groupe Nuevo Triunfo, affirmant, entre autres, qu'il s'agissait d'un parti antisémite.
La Délégation des associations israélites d’Argentine (DAIA) a présenté sa propre demande au même juge, demandant que la reconnaissance juridique de cette organisation soit refusée, ce qu’il a qualifié de xénophobe et anti-démocratique.